# Яуналксне-Редере, Илзе
Илзе Яуналксне-Редере (род. 19 ноября 1976, Юрмала) — латышская журналистка, автор и ведущая программы текущих событий Nekā personīga («Ничего личного») на телеканале TV3 Latvia с 2008 года. С 2005 по 2008 год она была ведущей программы текущих новостей латвийского телеканала LTV1 De Facto.
В марте 2006 года она опубликовала на De Facto историю о том, как латвийские национальные политические лидеры различных партий покупают голоса. Это сообщение привело к отставке министра, некоторым высокопоставленным политическим деятелям были предъявлены обвинения. В ответ её оппоненты из правительства незаконно прослушивали её телефон, стенограммы её разговоров были переданы средствам массовой информации.
Яуналксне подала в суд на правительство за клевету и вторжение в личную жизнь, что стало первым подобным делом в Латвии. Она выиграла: Финансовая полиция Латвии выплатила ей 100 000 латов в качестве компенсации за незаконную запись её звонков и обнародование стенограмм, а Министерство финансов и Служба государственных доходов были признаны виновными во вторжении в её частную жизнь.
В 2007 году она получила Международную женскую награду за отвагу, но из-за беременности не присутствовала на церемонии.
В 2019 году Яуналксне вышла замуж за коллегу, журналиста Гундарса Редерса. В 2021 году награждена орденом Трёх Звезд 4-й степени.